# WWE Classics on Demand
WWE Classics on Demand, noto come WWE 24/7 fino al 2008, è stato un servizio di video on-demand utilizzato dalla World Wrestling Entertainment.
Il servizio è stato lanciato negli Stati Uniti d'America il 2 novembre 2004 e in Italia il 13 marzo 2006; a partire dal 31 gennaio 2014 non è più disponibile in seguito all'introduzione della nuova piattaforma denominata WWE Network.
Classics on Demand comprendeva un vasto archivio di filmati di wrestling, tra cui classici della World Wrestling Entertainment, della World Championship Wrestling e della Extreme Championship Wrestling, offrendo circa quaranta ore di programmazione al mese.